# Danielle Colaprico
Danielle Jessica Colaprico (* 6. Mai 1993) ist eine US-amerikanische Fußballspielerin, die seit der Saison 2015 bei den Chicago Red Stars in der National Women’s Soccer League unter Vertrag steht.

## Karriere

### Verein
Während ihres Studiums an der University of Virginia spielte Colaprico von 2011 bis 2014 für die dortige Universitätsmannschaft der Virginia Cavaliers. Anfang 2015 wurde sie beim College-Draft der NWSL in der ersten Runde an Position neun von den Red Stars verpflichtet. Ihr Ligadebüt gab Colaprico am 18. April 2015 gegen den Seattle Reign FC, ihr erstes Tor erzielte sie zwei Wochen später gegen den Sky Blue FC. Die Jahreswechsel 2016/17 und 2017/18 verbrachte sie jeweils beim australischen Erstligisten Adelaide United.

### Nationalmannschaft
Colaprico nahm mit der US-amerikanischen U-23-Nationalmannschaft an den Sechs-Nationen-Turnieren 2014 und 2015 in La Manga teil und kam jeweils in allen drei Partien zum Einsatz. Im Dezember 2015 wurde sie erstmals in den Kader der A-Nationalmannschaft der Vereinigten Staaten berufen, blieb bei den Länderspielen im Januar 2016 jedoch ebenso ohne Einsatz wie bei ihrer nächsten Berufung im Oktober 2016. Am 8. November 2018 debütierte sie schließlich bei einem Freundschaftsspiel gegen die Auswahl Portugals.